# Ridgewayia fosshageni
Ridgewayia fosshageni is een eenoogkreeftjessoort uit de familie van de Pseudocyclopidae. De wetenschappelijke naam van de soort is voor het eerst geldig gepubliceerd in 1974 door Humes & Smith W.L..